# العلاقات الرومانية اللبنانية
العلاقات الرومانية اللبنانية هي العلاقات الثنائية التي تجمع بين رومانيا ولبنان.

## مقارنة بين البلدين
هذه مقارنة عامة ومرجعية للدولتين:
| وجه المقارنة                                              | رومانيا                                                                               | لبنان                                                                |
| --------------------------------------------------------- | ------------------------------------------------------------------------------------- | -------------------------------------------------------------------- |
| المساحة (كم2)                                             | 238.40 ألف                                                                            | 10.45 ألف                                                            |
| عدد السكان (نسمة)                                         | 19.59 مليون                                                                           | 6.10 مليون                                                           |
| الكثافة السكانية (ن./كم²)                                 | 82.17                                                                                 | 583.73                                                               |
| العاصمة                                                   | بوخارست                                                                               | بيروت                                                                |
| اللغة الرسمية                                             | اللغة الرومانية                                                                       | اللغة العربية، لغة فرنسية                                            |
| العملة                                                    | ليو روماني                                                                            | ليرة لبنانية                                                         |
| الناتج المحلي الإجمالي (بليون دولار)                      | 211.80 مليار                                                                          | 51.84 مليار                                                          |
| الناتج المحلي الإجمالي (تعادل القوة الشرائية) بليون دولار | 465.56 مليار                                                                          | 81.54 مليار                                                          |
| الناتج المحلي الإجمالي الاسمي للفرد دولار أمريكي          | 9.47 ألف                                                                              | 8.05 ألف                                                             |
| الناتج المحلي الإجمالي للفرد دولار أمريكي                 | 23.63 ألف                                                                             | 17.46 ألف                                                            |
| مؤشر التنمية البشرية                                      | 0.793                                                                                 | 0.769                                                                |
| رمز المكالمات الدولي                                      | +40                                                                                   | +961                                                                 |
| رمز الإنترنت                                              | .ro                                                                                   | .lb                                                                  |
| المنطقة الزمنية                                           | ت ع م+02:00، ت ع م+03:00، أوروبا/بوخارست ‏، توقيت شرق أوروبا، توقيت شرق أوروبا الصيفي ‏ | ت ع م+02:00، ت ع م+03:00، توقيت شرق أوروبا، توقيت شرق أوروبا الصيفي ‏ |

## مدن متوأمة
في ما يلي قائمة باتفاقيات التوأمة بين مدن رومانية ولبنانية:
- ترتبط كونستانتسا مع صيدا باتفاقية توأمة منذ 1995.[19][19][19]

## منظمات دولية مشتركة
يشترك البلدان في عضوية مجموعة من المنظمات الدولية، منها:
| علم المنظمة | اسم المنظمة                               | تاريخ انضمام رومانيا | تاريخ انضمام لبنان |
| ----------- | ----------------------------------------- | -------------------- | ------------------ |
|             | مؤسسة التنمية الدولية                     | 12 أبريل 2014        | 10 أبريل 1962      |
|             | مؤسسة التمويل الدولية                     | 23 سبتمبر 1990       | 28 ديسمبر 1956     |
|             | منظمة حظر الأسلحة الكيميائية              | ?                    | ?                  |
|             | الأمم المتحدة                             | 14 ديسمبر 1955       | 24 أكتوبر 1945     |
|             | الاتحاد الدولي للاتصالات                  | 9 فبراير 1866        | 12 يناير 1924      |
|             | منظمة الشرطة الجنائية الدولية             | ?                    | ?                  |
|             | البنك الدولي للإنشاء والتعمير             | 15 ديسمبر 1972       | 14 أبريل 1947      |
|             | الاتحاد البريدي العالمي                   | ?                    | ?                  |
|             | المركز الدولي لتسوية المنازعات الاستشارية | 12 أكتوبر 1975       | 25 أبريل 2003      |
|             | وكالة ضمان الاستثمار متعدد الأطراف        | 10 سبتمبر 1992       | 19 أكتوبر 1994     |
|             | يونسكو                                    | 27 يوليو 1956        | 4 نوفمبر 1946      |

## أعلام
هذه قائمة لبعض الشخصيات التي تربطها علاقات بالبلدين:
- عمر أرناؤوط (20 أكتوبر 2000 – )

## وصلات خارجية
- موقع وزارة الخارجية الرومانية